# Loitsche
Loitsche is een plaats en voormalige gemeente in de Duitse deelstaat Saksen-Anhalt, en maakt deel uit van de Landkreis Börde.
Loitsche telt 679 inwoners.

## Bekende (voormalige) inwoners
- Bill Kaulitz zanger van Tokio Hotel
- Tom Kaulitz gitarist van Tokio Hotel